# Liste der denkmalgeschützten Objekte in Kapelln
Die Liste der denkmalgeschützten Objekte in Kapelln enthält die 7 denkmalgeschützten, unbeweglichen Objekte der österreichischen Gemeinde Kapelln.

## Denkmäler
| Foto |                 | Denkmal                                                                              | Standort                                       | Beschreibung | Metadaten |
| ---- | --------------- | ------------------------------------------------------------------------------------ | ---------------------------------------------- | --- | --- |
| ja   | Datei hochladen | Flur-/Wegkapelle HERIS-ID: 32321 Objekt-ID: 29398                                    | bei Lindenweg 1 Standort KG: Etzersdorf        | Am südlichen Ortsrand von Etzersdorf steht eine spätbarocke Wegkapelle. | BDA-Hist.: Q37947304 Status: § 2a Stand der BDA-Liste: 2025-06-30 Name: Flur-/Wegkapelle GstNr.: 1146                                                        |
| ja   | Datei hochladen | Flur-/Wegkapelle HERIS-ID: 32320 Objekt-ID: 29397                                    | südöstlich Sonnenweg 2 Standort KG: Etzersdorf | Die spätbarocke Wegkapelle am nordwestlichen Ortsrand mit einem Relief-Bild Jesus und die Emmaus-Jünger stammt aus dem ersten Viertel des 20. Jahrhunderts. | BDA-Hist.: Q37947292 Status: § 2a Stand der BDA-Liste: 2025-06-30 Name: Flur-/Wegkapelle GstNr.: 1162 Wayside shrine 29397, Etzersdorf                       |
| ja   | Datei hochladen | Kath. Pfarrkirche hl. Petronilla und ehem. Friedhof HERIS-ID: 32311 Objekt-ID: 29388 | bei Kirchenplatz 1 Standort KG: Kapelln        | Die Pfarrkirche von Kapelln (Patrozinium: hl. Petronilla) ist ein spätgotischer Bau mit reich gestalteten Maßwerkfenstern. Das Bild auf dem barocken Hochaltar (Aufnahme Mariens in den Himmel) ist ein Werk von Daniel Gran. Des Weiteren verfügt die Kirche über eine Nachbildung des heiligen Grabes mit Glasschmuck aus Gablonz.                                              | BDA-Hist.: Q37947246 Status: § 2a Stand der BDA-Liste: 2025-06-30 Name: Kath. Pfarrkirche hl. Petronilla und ehem. Friedhof GstNr.: 2, 1 Pfarrkirche Kapelln |
| ja   | Datei hochladen | Friedhofskapelle HERIS-ID: 32316 Objekt-ID: 29393                                    | bei Petronillaweg 10 Standort KG: Kapelln      | Die Friedhofskapelle ist ein schlichter Bau mit Satteldach aus der 2. Hälfte des 19. Jahrhunderts. | BDA-Hist.: Q37947265 Status: § 2a Stand der BDA-Liste: 2025-06-30 Name: Friedhofskapelle GstNr.: 337                                                         |
| ja   | Datei hochladen | Bildstock HERIS-ID: 32314 Objekt-ID: 29391                                           | Standort KG: Kapelln                           | Der spätgotische Bildstock mit einem kubischen Aufsatz an der Straße nach Böheimkirchen stammt aus der 1. Hälfte des 16. Jahrhunderts. | BDA-Hist.: Q37947254 Status: § 2a Stand der BDA-Liste: 2025-06-30 Name: Bildstock GstNr.: 360                                                                |
| ja   | Datei hochladen | Kath. Filialkirche Mariae Himmelfahrt und Friedhof HERIS-ID: 32310 Objekt-ID: 29387  | neben Katzenberg 7 Standort KG: Katzenberg     | Die Kirche in Katzenberg, eine Filiale der Pfarre Kapelln, stammt aus gotischer Zeit und wurde später barockisiert. | BDA-Hist.: Q37947235 Status: § 2a Stand der BDA-Liste: 2025-06-30 Name: Kath. Filialkirche Mariae Himmelfahrt und Friedhof GstNr.: 1, 2                      |
| ja   | Datei hochladen | Schloss Thalheim HERIS-ID: 32317 Objekt-ID: 29394                                    | Thalheim 22 Standort KG: Thalheim              | Weitläufige Anlage aus mehreren Trakten, am Westrand des Ortes am Fuß eines Hanges gelegen. Dreigeschoßiges Altschloss und langgestreckter eingeschoßiger Wirtschaftstrakt aus der Zeit um 1600, historistischer Wohnteil vom Ende des 19. Jahrhunderts. Die ehemalige Schlosskapelle aus der 2. Hälfte des 17. Jahrhunderts steht außerhalb des Hofes. Heute Hotel (Stand 2017). | BDA-Hist.: Q37947278 Status: Bescheid Stand der BDA-Liste: 2025-06-30 Name: Schloss Thalheim GstNr.: 12 Schloss Thalheim                                     |